# Lasiosina
Lasiosina is een vliegengeslacht uit de familie van de halmvliegen (Chloropidae).

## Soorten
- L. albipila (Loew, 1866)
- L. approximatonervis (Zetterstedt, 1848)
- L. brevisurstylata Dely-Draskovits, 1977
- L. canadensis Aldrich, 1918
- L. cinctipes (Meigen, 1830)
- L. chandleri Ismay, 2001
- L. flavipes (Strobl, 1906)
- L. herpini (Guérin-Méneville, 1843)
- L. immaculata Becker, 1912
- L. inconstans (Loew, 1866)
- L. intermedia Dely-Draskovits, 1977
- L. laminata Duda, 1933
- L. lindbergi (Duda, 1933)
- L. littoralis Becker, 1910
- L. minor Séguy, 1934
- L. parvipennis Duda, 1933
- L. similis (Malloch, 1913)
- L. subnigripes Dely-Draskovits, 1977
- L. tanaitica Panteleeva, 1988
- L. vittata (Malloch, 1913)